# عصيان مدني إلكتروني
العصيان المدني الإلكتروني، والمعروف اختصارًا بالإنجليزية ECD أو العصيان المدني عبر الإنترنت، يمكن أن يشير إلى أي نوع من أنواع العصيان المدني يستخدم فيه المشاركون تقنية المعلومات من أجل تنفيذ الفاعليات التي يقومون بها. وغالبًا ما يشتمل العصيان المدني الإلكتروني على أجهزة الحاسوب وشبكة الإنترنت، ويمكن أن يطلق عليه كذلك اسم النضال البرمجي. وقد تم وضع مصطلح «العصيان المدني الإلكتروني» في الكتابات المهمة الصادرة عن مجموعة الفنانين المهمة (CAE)، وهم مجموعة من الفنانين والممارسين لوسائل الإعلام التكتيكية، في النص الرئيسي الصادر عنهم عام 1996 العصيان المدني الإلكتروني: والأفكار الأخرى غير الشائعة. ويهدف العصيان المدني الإلكتروني إلى متابعة ممارسات غير عنيفة، ولكنها تهدف إلى الاحتجاجات التخريبية التي كان هنري ديفيد ثوريو، الذي نشر مقالاً بعنوان «العصيان المدني (Civil Disobedience) في عام 1848، رائدًا لها.»
ومن الأشكال الشائعة للعصيان المدني الإلكتروني تنسيق هجمات رفض الخدمة الموزعة (DDoS) ضد هدف خاص، والتي تعرف كذلك باسم الاعتصامات الظاهرية. ويمكن الإعلان عن مثل تلك الاعتصامات على الإنترنت من خلال مجموعات نضال برمجي شهيرة مثل مسرح الاضطرابات الإلكترونية ومعمل الاختراق الإلكتروني الحدودي.
ويظهر النشاط المعتمد على الحاسوب في تقاطعات الحركات الاجتماعية السياسية والاتصالات المعتمدة على الكمبيوتر. في هذا الإطار، يكتب ستيفان راي عن العصيان المدني الإلكتروني:"مع اتجاه الهاكرز (مخترقي مواقع الويب) نحو السياسة ومع اهتمام النشطاء باستخدام أجهزة الكمبيوتر، فإننا سوف نشهد زيادة في عدد النشطاء الإلكترونيين الذين يشاركون فيما سوف يطلق عليه بشكل أكثر شيوعًا اسم العصيان المدني الإلكتروني. وسيتم الاستمرار كذلك في تطبيق نفس مبادئ العصيان المدني المعتادة، مثل التعدي على ممتلكات الغير وقطع الطرق، إلا أن هذه الإجراءات ستتم بشكل أكبر في الشكل الإلكتروني أو الرقمي. وسيكون الموقع الرئيسي للعصيان المدني الإلكتروني في الفضاء الإلكتروني.

## معلومات تاريخية
تعود أصول النشاط المعتمد على الكمبيوتر إلى تاريخ ما قبل ظهور شبكة الويب في أواسط الثمانينيات من القرن العشرين. وتشتمل الأمثلة على PeaceNet (1986)، وهي عبارة عن خدمة إخبارية، كانت تسمح للنشطاء السياسيين بالتواصل عبر الحدود الدولية بسهولة وسرعة نسبيتين باستخدام أنظمة لوحات البيانات وقوائم البريد الإلكتروني. وقد تمت صياغة المصطلح «العصيان المدني الإلكتروني» في البداية على يد مجموعة الفنانين المهمة في سياق التصورات البدوية لرأس المال والمقاومة، وهي فكرة يمكن أن تعود أصولها إلى «T. A. Z. وهو اختصار يشير إلى منطقة الحكم الذاتي المؤقتة: الفوضى الوجودية والإرهاب الشعري» لـ حكيم باي (1991) و«ألف هضبة» لجيليس ديليوز وفليكس جواتاري (1987). يستخدم ECF «المناطق المستقلة» المؤقتة والبدوية كمنصات إطلاق يتم من خلالها تنشيط العصيان المدني الإلكتروني (على سبيل المثال، مواقع الويب المؤقتة التي تعلن عن إجراءات العصيان المدني الإلكتروني).
وقبل عام 1998، كان العصيان المدني الإلكتروني مجرد تأملات نظرية بشكل كبير، أو يتم التعبير عنه بشكل غير جيد، مثل دعوة المتحررين في عام 1994 إلى «غزو المملكة المتحدة|الغزو عبر الإنترنت»، والتي نشرت فكرة الحرب ولو ضمن منطق العصيان المدني والنشاط المعلوماتي. ويبرز بعض المعلقين أن مجزرة أكتيال في تشيباس بالمكسيك التي جرت في عام 1997 كانت بمثابة نقطة تحول تجاه النظر إلى البنية التحتية للإنترنت على أنها ليست مجرد وسيلة اتصالات ولكن موقع للإجراءات المباشرة. وكرد فعل على مجزرة أكتيال، قامت مجموعة تطلق على نفسها اسم مسرح الاضطرابات الإلكترونية (Electronic Disturbance Theatre) (ليست لها علاقة بأتونوميديا (Autonomedia)) بعمل برنامج أطلقت عليه اسم فلودنت، وقد ساعد على تحسين التجارب الأولى للاعتصامات الظاهرية. وقد قامت مجموعة مسرح الاضطرابات الإلكترونية بعرض مشروع "SWARM project21" الخاص بها في المهرجان الإلكتروني للفنون حول الرفاهية المعلوماتية، حيث أطلقت اضطرابات ثلاثية المحاور باستخدام برنامج FloodNet ضد مواقع الويب الخاصة بالرئاسة المكسيكية وبورصة فرانكفورت والبنتاجون، تضامنًا مع جيش زاباتيستا للتحرير القومي ضد الحكومة المكسيكية وضد الجيش الأمريكي وضد رمز من رموز الرأسمالية الدولية.
وقد دفعت مجزرة أكتيال كذلك مجموعة أخرى، أطلقت على نفسها اسم التحالف الرقمي المجهول، إلى نشر الرسائل التي تدعو إلى إجراء هجمات إلكترونية ضد خمس مواقع ويب تابعة لمؤسسة مالية تابعة لمدينة المكسيك، وكانت الخطة تقضي بقيام الآلاف من الأشخاص في مختلف أرجاء العالم بتحميل مواقع الويب تلك في مستعرضات الويب الخاصة بهم في نفس الوقت. وقد قامت مجموعة الهبيين الإلكترونيين (Electrohippies) بإغراق موقع منظمة التجارة العالمية أثناء النشاط الاحتجاجي خلال المؤتمر الوزاري لمنظمة التجارة العالمية عام 1999.

## العصيان المدني الإلكتروني والنضال البرمجي
يمكن استخدام المصطلحين «العصيان المدني الإلكتروني» و«النضال البرمجي» للإشارة إلى نفس المعنى، رغم أن بعض المعلقين يقولون إن الفرق يتمثل في أن القائمين على العصيان المدني الإلكتروني لا يخفون أسماءهم، في حين أن أغلب الناشطين في مجال النضال البرمجي يفضلون الاحتفاظ بالسرية. ويقول بعض المعلقين إن العصيان المدني الإلكتروني يستخدم الوسائل القانونية فقط، مقارنة بالإجراءات غير القانونية التي يقوم بها نشطاء النضال البرمجي. كما يقال كذلك إن النضال البرمجي يتم من خلال الأفراد وليس من خلال مجموعات محددة. وفي واقع الأمر، فإن التمييز والفرق بين العصيان المدني الإلكتروني والنضال البرمجي لا يكون واضحًا.
وقد تمت الإشارة بالخطأ إلى ريكاردو دومينجيز المنتمي إلى مجموع مسرح الاضطرابات الإلكتروني من قبل العديدين على أنه مؤسس العصيان المدني الإلكتروني والنضال البرمجي. وهو الآن بروفيسور مساعد للفنون البصرية في جامعة كاليفورنيا في سان دييجو، ويقوم بالتدريس في فصول تتعلق بالعصيان المدني الإلكتروني وفنون الأداء. ومشروعه الأخير أداة المهاجر عبر الحدود نسخة محفوظة 20 يناير 2010 على موقع واي باك مشين. (Transborder Immigrant Tool) عبارة عن إيماءة إلى النضال البرمجي، وقد حظي بقدر كبير من الاهتمام الإعلامي والنقد من المجموعات المضادة للهجرة.

## إجراءات العصيان المدني الإلكتروني
غالبًا ما يكون العصيان المدني الإلكتروني مفتوح المصدر، وغير منظم هيكليًا، ويتحرك بشكل أفقي وليس خطيًا. على سبيل المثال، يمكن الإعلان عن الاعتصامات الظاهرية على شبكة الإنترنت، وقد لا يكون للمشاركين أي صلات رسمية ببعضهم البعض، ولا حتى يعرفون هوية بعضهم البعض. ويمكن أن يشارك المساهمون في العصيان المدني الإلكتروني من المنزل أو من العمل أو من الجامعة أو من أي نقطة أخرى يمكنهم فيها الوصول إلى شبكة الإنترنت.
وغالبًا ما يشتمل العصيان المدني الإلكتروني على عدد كبير من الأشخاص، ويمكن أن يستخدم التقنيات المشروعة وغير المشروعة. على سبيل المثال، لا يعد تحميل الشخص للموقع بشكل متكرر أمرًا غير مشروع، في حين أنه إذا قام عدد كافٍ من الأشخاص بنفس هذا الأمر في نفس الوقت، يمكن أن يؤدي ذلك إلى عدم إتاحة الموقع للوصول. ومن الأنواع الأخرى للعصيان المدني الإلكتروني استخدام شبكة الإنترنت لارتكاب انتهاكات معلنة ومتعمدة للقانون الذي يعارضه المحتجون، مثل قانون حقوق التأليف والنشر.
ويمكن أن يتم اعتبار التجاهل الصارخ لقانون التأليف والنشر من قبل الملايين من مستخدمي الإنترنت كل يوم على شبكات مشاركة الملفات بمثابة شكل من أشكال العصيان المدني الإلكتروني، حيث قرر الأشخاص الذين يقومون بذلك ببساطة تجاهل القانون الذي لا يتفقون معه.

### غزو المملكة المتحدة
من أجل جذب الانتباه إلى مشروع قانون العدالة الاجتماعية الذي وضعه جون ميجور، قامت مجموعة من النشطاء عبر الإنترنت بالترتيب لحدث قاموا من خلاله «باختطاف» بطل المكافحة الثقافية تيم لياري خلال فترة الثمانينيات وذلك خلال فاعلية يتم الاحتفال فيها بطرح كتاب حول «الفوضي والثقافة على الإنترنت» عُقدت في يوم جاي فاوكس عام 1994، ثم تابعوا «بإجباره على عمل هجمات تتعلق برفض الخدمة الموزعة للمواقع الحكومية». وقد أطلق لياري على هذا الحدث اسم «الغزو». وقد سبق الغزو عمليات ضخمة لإغراق البريد الإلكتروني وهجمات رفض الخدمة ضد الملقمات الحكومية التي حققت بعض النجاح. ورغم تجاهل هذا الحدث من خلال الإعلام السائد، إلا أنه تم الإعلان عن هذا الحدث في الراديو الحر في بيركلي.

### الثلاثاء الرمادي
كان من بين الأحداث التي حظيت بالدعاية الجيدة فيما يتعلق بعصيان مدني إلكتروني في شكل انتهاك لحقوق التأليف والنشر على نطاق واسع متعمد يتمثل في حدث عقدت فاعلياته في الرابع والعشرين من فبراير 2004، وأطلق عليه اسم الثلاثاء الرمادي وتم الإعلان عنه «كيوم للعصيان المدني المنسق». وقد قام النشطاء بانتهاك حقوق التأليف والنشر الخاصة بشركة إيمي (EMI) بخصوص ألبوم ذا وايت من خلال توزيع ملفات MP3 تحتوي على ألبوم ذا جري، وذلك في صورة مزج موسيقى (ماش أب) بين ألبوم ذا وايت وألبوم ذا بلاك، في محاولة لجذب انتباه العامة إلى الأمور المتعلقة بإصلاح أمور حقوق التأليف والنشر والمثاليات المضادة لحقوق التأليف والنشر. ويقال إن ما يزيد على 400 موقع قد شاركوا في هذا الحدث، بما في ذلك 170 موقعًا استضافت الألبوم. ويعلق جوناثان زيترين، بروفيسور قانون الإنترنت في كلية الحقوق في هارفارد، قائلاً «فيما يتعلق بالعقيدة القانونية البحتة، فإن احتجاجات الثلاثاء الرمادي تنتهك القانون، وتلك هي الخلاصة. إلا أن قانون حقوق التأليف والنشر قد تمت كتابته مع الأخذ في الاعتبار شكلاً معينًا من أشكال الصناعات. ويوفر ازدهار تقنيات المعلومات للفنانين الهواة والقائمين على التسجيلات المنزلية أدوات قوية لبناء ومشاركة فنون مثيرة ومتطورة ولها تقديرها من الناحية الاجتماعية، وتكون مشتقة من الثقافات الشهيرة. ولا يوجد مكان يمكن من خلاله ربط هذا التغير الثقافي الجوهري المهم في النظام القانوني الحالي.»

### المطاردة الحدودية
في الخامس عشر من يوليو عام 2011، شارك 667 شخصًا من 28 دولة مختلفة في الإجراءات الجماعية عبر الإنترنت المتعلقة بالعصيان المدني الإلكتروني والتي أطلق عليها اسم «المطاردة الحدودية» والتي كانت تستهدف حراسة الحدود الأمريكية المكسيكية. وقد قام المشاركون بتجميع إدخالات من قاعدة بيانات توفرها صحيفة أريزونا ديلي ستار (Arizona Daily Star) تحمل أسماء وأوصاف المهاجرين الذين توفوا أثناء عبور المنطقة الحدودية، ثم قاموا بإرسال تلك الإدخالات إلى قاعدة بيانات تديرها شركة بلوسيرفو (BlueServo)، والتي يتم استخدامها لمراقبة وحراسة الحدود. ونتيجة لذلك، تمت مطاردة الحدود بشكل مفاهيمي ورمزي على مدار الحدث الذي أخذ يومًا كاملاً، حيث تلقى الهيكل المسئول عن حراسة الحدود ما يزيد على 1000 تقرير بوفاة المهاجرين الذين يحاولون عبور الحدود. وقد تم تنظيم إجراء المطاردة الحدودية من خلال إيان آلان بول، وهو فنان يعمل في مجال الإعلام الجديد ويقيم في كاليفورنيا، وقد نشرت الجزيرة الإنجليزية ومنظمة ذا باي سيتزن (Bay Citizen) أخبارًا عن هذا الحدث.